# Петкулешть
Петкулешть, Петкулешті (рум. Petculești) — село у повіті Олт в Румунії. Входить до складу комуни Гредінарі.
Село розташоване на відстані 146 км на захід від Бухареста, 19 км на північний захід від Слатіни, 46 км на північний схід від Крайови.

## Населення
За даними перепису населення 2002 року у селі проживали 1114 осіб.
Національний склад населення села:
| Національність | Кількість осіб | Відсоток |
| -------------- | -------------- | -------- |
| цигани         | 706            | 63,4%    |
| румуни         | 408            | 36,6%    |

Рідною мовою назвали:
| Мова      | Кількість осіб | Відсоток |
| --------- | -------------- | -------- |
| циганська | 697            | 62,6%    |
| румунська | 416            | 37,3%    |